# 久保亮五
久保 亮五（くぼ りょうご、1920年2月15日 - 1995年3月31日）は、日本の物理学者。東京大学、京都大学、慶應義塾大学教授。全米科学アカデミーとフランス科学アカデミー名誉会員。線形応答理論で知られる。
統計物理学、物性物理学の分野で国際的に知られた。

## 経歴
1920年、東京府駒込で中国文学者の久保天随の5人目の子供（4男）として2月15日に誕生。1931年、父・天随が台北帝国大学教授に就任したため、一家は台湾の台北市に移った。翌1932年、台北高等学校尋常科に入学。しかし、1934年に父が死去したことにともない、駒込に戻る。東京府立第五中学校に編入して中学校を4年で修了し、1936年に第一高等学校 (旧制)理科甲類に入学。1939年、第一高等学校を卒業し、東京帝国大学理学部物理学科に入学。1941年に東京帝国大学理学部物理学科を卒業。卒業後は、1943年より同大学理学部助手となった。
太平洋戦争後の1946年、上條千鶴子と結婚(1948年に長女の真知子、1950年に長男の幸夫、1957年に次女の多恵子が誕生)。同年には助教授昇進。1950年、理学博士の学位取得。1954年に教授に昇進した。1953年に冨田和久と「不可逆過程の統計力学」の一般論（線形応答理論に基づいたフーリエ変換NMRの基礎理論)を提唱。
学界では、1960年に日本物理学会会長に就任。1974年には、全米科学アカデミー名誉会員になる。また、1979年には仁科記念財団の理事長に就任。
1980年に東京大学を定年退官し、京都大学基礎物理学研究所教授となった。翌1981年に京都大学も定年退官し、慶應義塾大学教授ととして1992年まで教鞭をとった。1982年、伏見康治のあとを受けて日本学術会議会長を務め、日本学士院会員に選出された。1984年よりフランス科学アカデミー名誉会員。昭和天皇崩御に伴い、1989年1月7日に元号制定委員として平成の制定に立ち会った。世界平和アピール七人委員会の委員となる。 1991年、井上科学振興財団理事長に就任。1995年に死去。墓所は多磨霊園と文京区日輪寺。
1991年より理事を務めていた井上科学振興財団は、生前の業績を記念して1997年に久保亮五記念賞を創設した。
ノーベル財団が公表したノミネートリストにより、1970年・1973年・1974年にノーベル物理学賞のノミネートを受けていたことが明らかになっている。

### 職歴
- 1943年 - 東京帝国大学理学部助手。
- 1946年 - 東京帝国大学理学部助教授。
- 1954年 - 東京大学理学部教授。
- 1963年 - 翌年までシカゴ大学、ペンシルベニア大学で客員教授。
- 1964年 - パリ大学客員教授として渡仏。
- 1972年 - ニューヨーク州立大学客員教授。
- 1980年 - 東京大学を停年退官。
- 1981年 - 京都大学を停年退官。退官後、慶應義塾大学理工学部教授。
- 1992年 - 慶應義塾大学を退官。

## 受賞・栄典
- 1947年：河出書房から出版した『ゴム弾性』で毎日出版文化賞を受賞。[4]
- 1957年：『非可逆過程の統計力学』の研究により仁科記念賞を受賞。
- 1964年： 松永賞を受賞。
- 1969年：『非可逆過程の統計力学における線型応答理論』で恩賜賞を受賞。
- 1970年：『物性基礎論とくに統計力学および確率過程論に関する研究』で藤原賞を受賞。
- 1973年：文化勲章を受章。文化功労者として表彰される。
- 1977年：ボルツマン賞を受賞。
- 1993年： 勲一等瑞宝章を受章[5]。
- 1995年：死後、従三位を追贈。

## 研究内容・業績

### 久保公式
特に線形応答理論の構築に貢献し、彼の提案した理論は「久保理論」の名でも呼ばれている。
- 久保効果

## 家族・親族
- 父：久保天随は中国文学者。
- 兄：久保昌二は物理化学者。
- 妻：上條千鶴子。
- 長女：草原真知子(1948～)
- 長男：上條幸夫(1950～)
- 次女：多田多恵子(1957～)

## 著作

### 単著
- 『ゴム弾性』
- 『統計力学』

### 共著
- 『理化学辞典』（岩波書店）
- 『固体物理の歩み』（岩波書店　1962年）
- 『統計物理学　岩波講座　現代物理学の基礎（第2版）第5巻』（1978年）
- 『科学の事典』（岩波書店　1980年）

### 編著
- 『大学演習　熱学・統計力学』

### 訳書
- 『科学の教室　上中下』（G.S.クレイク著　時事通信社　1949年）
- 『ニュートン』（E.W.アンドレード著　河出書房新社　1968年）
- 『エンリコ・フェルミ伝』（エミリオ・セグレ著　みすず書房　1976年）
- 『Ｘ線からクォークまで』（エミリオ・セグレ著　みすず書房　1982年）